# Ignacy Potocki (1906–1994)
Ignacy Potocki herbu Pilawa Złota (ur. 30 maja 1906 w Rymanowie, zm. 8 listopada 1994 w Warszawie) – hrabia, jeden ze spadkobierców Zakładu Zdrojowego w Rymanowie, działacz społeczny, dr. inż. balneolog.

## Życiorys
Syn Jana Nepomucena Potockiego z Rymanowa Zdroju (1867–1942) i Marii Heleny Szajer (1879–1969). Ożeniony 15 maja 1930 w Belgii z Mat Any Jane O’Dell (1910–1932), mieli syna Jerzego (1932–1966). Powtórnie ożeniony 19 grudnia 1933 z Anną Marią Mycielską (1904–1993), mieli dwoje dzieci Marię (ur. 1935) i Władysława (ur. 1940).
Ukończył gimnazjum realne w Krakowie. Studiował w École Technique w Liège w Belgii oraz później w Akademii Górniczo-Hutniczej w Krakowie. W tej uczelni w 1972 doktoryzował się na podstawie pracy Wpływ geologicznego poszukiwania i dokumentowania zasobów wód mineralnych na programowanie sieci uzdrowisk w Polsce. Jak wskazują jego współpracownicy i wychowankowie jego wiedza obejmowała również zagadnienia medyczne, klimatyczne oraz odnoszące się do organizacji i ekonomii uzdrowisk.
W czasie II wojny światowej działał w Związku Walki Zbrojnej AK. Przyjął wówczas pseudonim Jan Zakrzewski. Zasłynął ze zorganizowania ucieczki 92 żołnierzy francuskich z obozu w Zwierzyńcu. W tym czasie opracował też książkę Zarys współczesnego zdrojownictwa w Polsce.
Karierę zawodową rozpoczął w Laboratorium Źródlanym w Szczawnie-Zdroju, które przekształciło się następnie w jedyną wówczas placówkę naukową uzdrowisk polskich: Zakład Techniki i Geologii Uzdrowiskowej. Przyczynił się istotnie do tej transformacji. Jednym z ważniejszych osiągnięć Potockiego było doprowadzenie do badania faz eksploatacji wód leczniczych, które można porównać do dzisiejszych badań HACCP. Jego zasługą jest zainicjowanie opracowania dla każdego z uzdrowisk dokumentacji hydrologicznej zasobów wód leczniczych, co dało podstawę do stworzenia sieci Uzdrowiskowych Zakładów Górniczych.
Był inicjatorem międzynarodowej współpracy resortu zdrowia w zakresie uzdrowisk (odbywało się to w ramach Międzynarodowej Federacji Uzdrowisk i Klimatyki – FITEC w Zurychu). Potocki był przedstawicielem Polski w FITEC. Był też ekspertem ONZ ds. balneologii, w ramach współpracy z tą organizacją przebywał kilka miesięcy w Indiach. Był autorem prac naukowych na tematy związane z balneotechniką oraz uzdrowiskowe. Duszniki-Zdrój zawdzięczają też jego inicjatywie Międzynarodowe Festiwale Chopinowskie. W Szczawnie-Zdroju nazwano jego imieniem ulicę, przy której mieszkał.
Zmarł 8 listopada 1994 w Warszawie. Został pochowany na cmentarzu w Rymanowie.

## Odznaczenia[1]
- Krzyż Kawalerski Orderu Odrodzenia Polski
- Medal Wojciecha Oczki
- Złota Odznaka „Zasłużony dla Uzdrowisk Polskich”
- Odznaka honorowa „Zasłużony dla polskiej geologii”
- Złota Odznaka NOT